# Farelo de coco

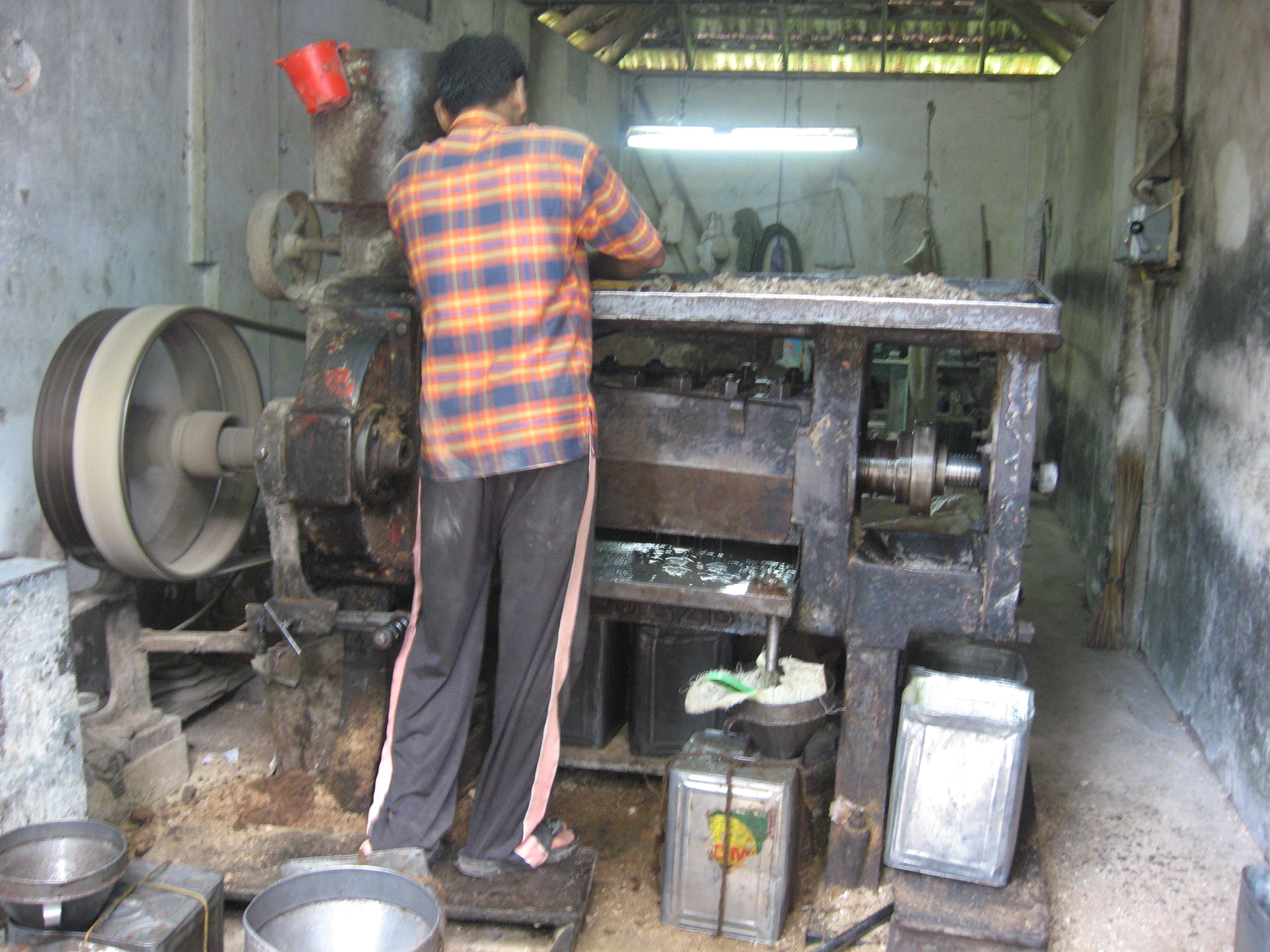
Processo artesanal de extração de óleo de coco

Farelo de coco é um subproduto resultante da trituração da polpa de coco (Cocos nucifera) após a extração do óleo por processamento mecânico ou extração por solvente.

## Características
Sua coloração vai de branca a marrom clara, com odor característico, e com partículas que sob pressão ainda podem desprender óleo.

## Composição
Os resultados da análise química do farelo do coco, realizada por diversos autores demonstram composição química: extrato etéreo 8,30%; lisina 0,62%; metionina+cistina 0,37%; arginina 2,00%; histidina 0,40%; isoleucina 0,70%; leucina 1,21%; fenilalanina+ tirosina 1,49%; treonina 0,63%; valina 0.98%; cálcio 0,11%; fósforo 0,64%.
| Componente     | Ref 1 | Ref 2 |
| Matéria seca   | 92,3% | 87,9% |
| Proteína bruta | 17,1% | 22,1% |
| Fibra bruta    | 5,8%  | 10,2% |
| Cinzas         | 6,4%  | 7,3%  |

## Usos
É usado primeariamente para ração animal, sejam ovinos, aves, bovinos, suínos, coelhos e peixes.